# Болванская Виска
Болванская Виска — река в России, протекает по Ненецкому автономному округу. Устье реки находится в 34 км по правому берегу реки Щучья. Длина реки составляет 8 км.

## Притоки
По порядку от устья:
- 1 км: без названия (лв.);[3]
- река Проходной Вис (пр.)[2].

## Данные водного реестра
По данным государственного водного реестра России относится к Двинско-Печорскому бассейновому округу, водохозяйственный участок реки — Печора от водомерного поста Усть-Цильма и до устья, речной подбассейн реки — бассейны притоков Печоры ниже впадения Усы. Речной бассейн реки — Печора.
Код объекта в государственном водном реестре — 03050300212103000083032.